# Москаленко, Алексей Трофимович
Алексе́й Трофи́мович Москале́нко (20 мая 1921 года, Сумская область, УССР, СССР — октябрь 2014) — советский и российский религиовед и философ, специалист по социальной философии и теории познания. Доктор философских наук, профессор. Заслуженный деятель науки РСФСР.

## Биография
Родился 21 мая 1921 года.
Учился в зоотехникуме в селе Хомутец (недалеко от Миргорода).
В декабре 1940 года поступил в Краснодарское стрелковое училище, поскольку хотел стать лётчиком.
Ветеран Великой Отечественной войны. Был тяжело ранен.
В 1946—1952 обучался на отделении логики философского факультета ЛГУ. С 1948 года совмещал учёбу в университете с работой в средних школах Ленинграда, был преподавателем логики и психологии.
В 1952—1956 работал городе Черновцы в школах, учительском и педагогическом институтах преподавателем логики и психологии.
После переезда семьи в город Махачкалу с октября 1956 работал инспектором школ Министерства просвещения Дагестанской АССР.
В октябре 1959 года был зачислен на 3-й курс аспирантуры философского факультета МГУ имени М. В. Ломоносова.
В сентябре 1960 году окончил аспирантуру и защитил диссертацию на соискание учёной степени кандидата философских наук по теме «Социальные корни и реакционная сущность идеологии и деятельности секты иеговистов». После защиты был направлен в Новосибирск на работу в СО АН СССР, где в течение 10 лет вёл преподавательскую работу с аспирантами на кафедре философии.
С 1970 года работал в Институте истории, филологии и философии СО АН СССР. Старший научный сотрудник.
В 1977 году в МГУ имени М. В. Ломоносова защитил диссертацию на соискание учёной степени доктора философских наук по теме «Идеология и деятельность христианских сект: (Классовая природа и функция эсхатологических и хилиастических учений)» (Специальность 09.00.06 — научный атеизм).
В 1981 году назначен заведующий Сектором методологических проблем естественных, общественных и технических наук, который занимается проведением семинаров научных учреждений Сибири, а также работу по изданию их трудов. За 10 лет было издано в издательстве «Наука» 36 томов трудов.
21 сентября 1991 года Указом Президента РСФСР было присвоено почётное звание «Заслуженный деятель науки РСФСР».
Умер в октябре 2014 года.

## Научные труды

### Монографии и сборники
- Москаленко А. Т. История и теория атеизма. [В соавт.]. М., 1962
- Москаленко А. Т. Пятидесятники. — М., 1966 (2-е изд. 1973.; 3-е изд. на молд. яз. Кишинев, 1976);
- Москаленко А. Т. Современный иеговизм. — Новосибирск: Наука. Сиб. отд-ние, 1971
- Москаленко А. Т. Идеология и деятельность христианских сект. Новосибирск, 1978;
- Москаленко А. Т., Чечулин А. А.  Микросреда верующего и атеистическое воспитание . — Новосибирск: Наука. Сиб. отд-ние, 1979. — 222 с.
- Москаленко А. Т. Н. Г. Чернышевский и его наследие : [Сб. статей] / АН СССР, Сиб. отд-ние, Ин-т истории, филологии и философии; [Сост. А. Т. Москаленко. — Новосибирск : Наука : Сиб. отд-ние, 1980. — 367 с
- Москаленко А. Т. Методологические и философские проблемы химии : [Сб. статей] / АН СССР, Сиб. отд-ние, Ин-т истории, филологии и философии, Ин-т катализа; [Сост. и авт. предисл. А. Т. Москаленко]. - Новосибирск : Наука : Сиб. отд-ние, 1981. - 333 с.
- Москаленко А. Т. Методологические и философские проблемы биологии : [Сб. статей] / АН СССР, Сиб. отд-ние, Ин-т истории, филологии и философии, Ин-т цитологии и генетики; [Сост. и авт. предисл. А. Т. Москаленко]. - Новосибирск : Наука : Сиб. отд-ние, 1981. - 415 с.
- Москаленко А. Т. Методологические проблемы исследования общественных отношений и личности. [В соавт.]. — Новосибирск, 1981;
- Москаленко А. Т. Методологические и философские проблемы физики : [Сб. ст.] / АН СССР, Сиб. отд-ние, Ин-т истории, филологии и философии, Ин-т теплофизики; [Сост. А. Т. Москаленко. - Новосибирск : Наука : Сиб. отд-ние, 1982. - 334 с.
- Москаленко А. Т. Методологические проблемы комплексных исследований : [Сб. ст.] / АН СССР, Сиб. отд-ние, Ин-т истории, филологии и философии; [Сост. и авт. предисл. А. Т. Москаленко]. - Новосибирск : Наука : Сиб. отд-ние, 1983. - 316 с.
- Москаленко А. Т. Методологические и философские проблемы языкознания и литературоведения : [Сб. ст.] / АН СССР, Сиб. отд-ние, Ин-т истории, филологии и философии; [Сост. А. Т. Москаленко. - Новосибирск : Наука : Сиб. отд-ние, 1984. - 335 с.
- Москаленко А. Т., Сержантов В. Ф. Личность как предмет философского познания. Философская теория личности и её психологические и биологические основания. — Новосибирск: Наука. Сиб. отд-ние, 1984.
- Москаленко А. Т. Роль методологии в развитии науки : [Сб. ст.] / АН СССР, Сиб. отд-ние, Ин-т истории, филологии и философии; [Сост. и авт. предисл. А. Т. Москаленко]. - Новосибирск : Наука : Сиб. отд-ние, 1985. - 316 с.
- Москаленко А. Т. Методологические установки ученого: Природа и функции / В. П. Ворожцов, А. Т. Москаленко; Отв. ред. Р. Г. Яновский; АН СССР, Сиб. отд-ние, Ин-т истории, филологии и философии. - Новосибирск : Наука : Сиб. отд-ние, 1986. - 332,[2] с.
- Москаленко А. Т. Социально-экономические факторы ускорения научно-технического прогресса : [В 3 ч. / Сост. и авт. предисл. А. Т. Москаленко]. Ч. 2. — Новосибирск : Наука, 1987. - С. 132-275.
- Москаленко А. Т. Гносеологическая природа и методологическая функция научной теории. [В соавт.]. — Новосибирск: Наука, 1990;
- Москаленко А. Т. 50 лет Победы советского народа над фашизмом в Великой Отечественной войне : Материалы науч. конф. / [Сост. и авт. предисл. А. Т. Москаленко]. - Новосибирск : Наука, 1995. - 425 с.
- Москаленко А. Т. Социализм — выбор истории : [Сб. ст.] / О-во «Рос. ученые соц. ориентации». Сиб. отд-ние, Совет ветеранов войны, труда и вооруж. сил Сов. р-на г. Новосибирска; Сост., отв. ред. и авт. предисл. Засл. деят. науки РСФСР, докт. филос. наук А. Т. Москаленко]; — Новосибирск : О-во "Рос. ученые социалист. ориентации". Сиб. отд-ние, 1998. - 276,[1] с.

### Статьи
- Методология в сфере теории и практики / [А. Т. Москаленко, А. А. Погорадзе, А. А. Чечулин и др.]; Отв. ред. А. Л. Симанов, В. Н. Карпович; АН СССР, Сиб. отд-ние, Ин-т истории, филологии и философии. - Новосибирск : Наука : Сиб. отд-ние, 1988. - 303,[2] с. ISBN 5-02-029074-2
- Москаленко А. Т. Человеческий фактор в ускорении социального и научно-технического прогресса : Тез. докл. — Новосибирск : Б. и., 1989-. — 20 см. Секция 4. — Новосибирск : Б. и., 1989. — 180 с.
- Москаленко А. Т. Нормативно-регулирующая функция религии и особенности её проявления в правосознании верующего // Современные проблемы права и правовые технологии. Новосибирск, 2000.

### Научная редакция
- Москаленко А. Т. В помощь философским методологическим семинарам : Метод. материалы / АН СССР, Сиб. отд-ние, Науч. совет филос. (методол.) семинаров при Президиуме СО АН СССР, ГПНТБ; [Редкол.: Москаленко А. Т. (отв. ред.) и др.]. - Новосибирск : ГПНТБ, 1982. - 74 с.
- Москаленко А. Т. Научный атеизм, религия и современность : [Сб. ст.] / АН СССР, Сиб. отд-ние, Ин-т истории, филологии и философии; Отв. ред. А. Т. Москаленко. - Новосибирск : Наука: Сиб.отд-ние, 1987. - 333,[1] с.